# John Welchli
John Welchli   (Detroit i Bay City, 6 de març de 1929 - Grosse Pointe Farms, 23 de març de 2018) fou un remer estatunidenc que va competir durant la dècada de 1950.
El 1956 va prendre part en els Jocs Olímpics d'Estiu de Melbourne, on guanyà la medalla de plata en la prova del quatre sense timoner del programa de rem. Formà equip amb John McKinlay, Arthur McKinlay i James McIntosh.
Membre del Detroit Boat Club, va disputar i guanyar nombrosos campionats nacionals. També competí en la categoria de veterans.